# 尤瑟夫·哈桑
尤瑟夫·哈桑（阿拉伯語：يوسف حسن；1996年5月24日—），是一名卡塔尔足球运动员，司职门将。现效力于卡塔尔星级足球联赛加拉法，同时也代表卡塔尔国家足球队。

## 荣誉

### 俱乐部
加拉法
- 卡塔尔星级足球联赛冠军：2017/18赛季、2018/19赛季

### 国家队
卡塔尔
- 亚足联亚洲杯冠军：2019

卡塔尔U20
- 亞足聯U-20亞洲盃冠军：2014